# Представителен танцов ансамбъл „Северняче“
Представетелен танцов ансамбъл „Северняче“ към Народно читалище "Св. Св. Кирил и Методий 1882" в гр. Попово е създаден през учебната 1961-1962 г. от Стилиянка Димова, възпитателка в Основно училище „Климент Охридски“. Стела Димова е един от 19-те участници в курс за ръководители на танцови състави в окръга. Ръководи го Христо Цонев – хореограф в Софийския драматичен театър. Тя е привлечена на работа в Попово. През 1961год. е назначена като учителка в училище, а съпругът и Драган Димов, като музикант в друго училище. Подпомагани от директора на училището Петър Тинев, те поставят основите на бъдещия танцов ансамбъл „Северняче“
Рождена дата – Учебната 1961-1962 година, Родно място – град Попово
Тук преди 60 години ансамбъл „Северняче“ поема по трудния път към съвършенството в танца, за да се превърне днес в школа по родолюбие и вкус към красотата! 60 години ансамбълът е олицетворение на българския дух за здраве, сила, енергия и младост. Казват, че от танците на ансамбъла сякаш струи светлина, че те сгряват хората, пълнят душите им с радост и заслужена гордост.
Но нека разгърнем летописната книга и погледнем назад – към началото
В далечната 1961 година…Година Първа на Представителен танцов ансамбъл „Северняче“
40 деца от Първо основно училище, под ръководството на Стела Димова, започват да овладяват „азбуката на българското фолклорно танцово изкуство“. Ансамбълът е сформиран първоначално като Пионерски танцов ансамбъл „Северняче“.
Ансамбъл „Северняче“ безспорно доказва художествените си качества и става любимец на публиката в града. Танцовото изкуство привлича деца от други училища. През 1969 година, с решение на окръжното ръководство, танцовият състав към училището прераства в общоградски танцов състав, в който влизат ученици от всички Поповски училища. Тогава ансамбълът преминава към Районен пионерски дом. В него вече участват 120 танцьори. Създава се оркестър към ансамбъла с ръководител Драган Димов, награден със Златна лира от Съюза на музикалните и танцови дейци – посмъртно. Сред дългогодишните музиканти в него са: Стойчо Стоилов, награден със Сребърна лира от Съюза на музикалните и танцови дейци – посмъртно, Цоньо Цонев, Ангел Андреев, Йонко Иванов, Иван Сяров, Станимир Таушанов, Росица Илиева – носител на Сребърна лира от Съюза на музикалните и танцови дейци, Галин Ганев. Само за две години, при крайно неблагоприятни условия за работа(една пивница, превърната в репетиционна зала, без съблекални и реквизитни помещения и с един стълб по средата), колективът укрепва, стъпва на здрава основа. През 1971год. се провежда национално съвещание с ръководителите на танцови състави от цялата страна. Демонстрационната репетиция и концертът, представени пред другите ръководители са ярка демонстрация за успехите на колектива.  С всяка година авторитетът на танцовия състав нараства, напливът на нови желаещи деца да танцуват расте. Това налага необходимостта от по-сложна база за работа. С много усилия и упоритост, едва през 1977год. ансамбълът се сдобива с нова сглобяема зала, която да известна степен решава въпроса за по-пълноценна работа.
Помощ на ансамбъла, за да укрепне и да се нареди между най-добрите детски танцови състави в страната, оказва и Центърът за художествена самодейност и лично неговият директор Андрей Коларов, доц. Петър Григоров .
През годините, ансамбълът бива прехвърлян към много институции като Общински детски комплекс, Център за работа с деца, Основно училище „Св. Климент Охридски“, докато накрая се приобщава към семейството на Народно читалище „Св. Св. Кирил и Методий-1882“ гр. Попово.
През далечна 1969 година идва ред и на първото сериозно отличие – Трети републикански фестивал на самодейното изкуство-Ансамбъл „Северняче“ печели СРЕБЪРЕН МЕДАЛ!
Първи медал – повод за голяма гордост и увереност да продължиш нататък – по трудния път към съвършенството. Децата се умножават, групите също. В ансамбъла взимат участие ученици от 1 до 12 клас, като броят има винаги надхвърля 100, а през годините е достигал до 300 ученици, включени в 6 групи, като всяка година се набират деца от първи клас като нов набор. Приемствеността е в основата на колектива и едно от най-важните звена в работата. 
Как се овладяват 100 характера, за да се роди тази прекрасна гледка от багри ритъм и хармония? С огромен труд, упоритост и себераздаване.
Заразени от творческата енергия на г-жа Стилиянка Димова – основателката и дългогодишен ръководител на състава, носител на Златна лира от Съюза на българските музикални и танцови дейци за високи художествено-творчески постижения, принос към опазването на фолклора с безкрайната всеотдайност и професионализъм на настоящия главен художествен ръководител г-н Станимир Иванов, носител на Специална награда и Златна лира от Съюза на българските музикални и танцови дейци за високи художествено-творчески постижения, принос към опазването на фолклора, на Златна кобилица от CIOFF-България, акредитиран член на Юнеско за запазване на нематериалното наследство, танцов ансамбъл „Северняче“ израства като колектив с ясна художествена концепция за разпространение и популяризиране на българския танцов фолклор, за съхранение на българския национален дух и култура! През годините в ансамбъла са дали своя дан като ръководители Светлана Стоянова, Галина Маринова, Ели Димитрова, Силвия Трифонова-Маринова.
Основните принципи при работата на ръководителите с децата от ансамбъла са:
-         Приемственост – в колектива са включени над 100 ученици от 1 до 12 клас, обособени в групи – подготвителни и концертни;
-         Строга трудова дисциплина, отнасяща се както за ръководния персонал, така и за танцуващите;
-         Правилно изградена учебно-тренировъчна дейност в колектива;
-         Тясна връзка с обществените организации, родители и учители, директорите на учебните заведения;
-         Стремеж към правилното изграждане и спазване на репертоарната политика, съобразена с възрастовите особености на децата;
-         Ползването на опита и помощта на изтъкнати наши хореографи – за високите успехи на ансамбъла, безспорна заслуга имат и хореографите: доц. Петър Григоров, Иван Тодоров, Димитър Димитров, Методи Кутев, Борис Вълков, Иван Донев, Геньо Генев, Румян Занев, Бисер Григоров, Стефан Желязков, проф. Петър Ангелов, Агрипина Войнова и други.
В репертоарната книга на ансамбъла са включени шедьоври на българската народна хореография за деца като: „Детски пролетни игри“, „Дунавски ритми“, „Северняшка въртележка“, „Доброшко хоро“, „Шопско веселие“, „Кончета“,  „Северняшко веселие“, „Батинчета“, „По неволя“, „Снимка за спомен“, „Хлевенки“, „Еньовден“, „Мъжко шопско“, „Мартенски игри“, „Игри по Пеперуда“, „Загарски танц“, „Капански танц“, „Луди –млади“  и много други. Ансамбълът изпълнява танци от всички фолклорни области, като силата и чара му е в изпълнението на Северняшките.

## Отличия
Ансамбълът е носител на орден „Кирил и Методий“ I степен и на златни медали от Трети, Четвърти, Пети, Шести и Седми републикански фестивали. Трикратен носител на първа награда за изпълнение на Националния конкурс „Децата на България танцуват“ в Разград – 1999, 2001 и 2003 г. Класиран е на първо място на Втория и Третия национален конкурс „Орфеево изворче“ в София през 2002 и 2003 г.
Печели:
- Наградата на публиката на Международния фолклорен фестивал в Рибниц-Дамгартен, Германия през 2003 г.
- Първа награда на Трети и Четвърти национален конкурс с международно участие „Фолклор без граници“ в курорта Албена през 2003 и 2006 г.
- Първо място от участие в Пети детски етнофестивал „Децата на Балканите заедно за Европа“ в Хасково през 2005 г.
- Специалната награда за изпълнение на Девети национален конкурс „Децата на България танцуват“ в Разград през 2007 г.
- „Златен Орфей“ на 18 юли 2010 г. в „Слънчев бряг“
- Златна лира от Съюза на българските музикални и танцови дейци за високи художествено-творчески постижения, принос към опазването на фолклора
- Специален плакет от CIOFF-България, акредитиран член на Юнеско за запазване на нематериалното наследство.
- Златна кобилица от CIOFF-България, акредитиран член на Юнеско за запазване на нематериалното наследство, получена по повод честването на 50-тата годишнина.

През 2022 г. ансамбълът за шести път е удостоен със званието „представителен танцов ансамбъл“ от Националната секция на CIOFF.

## Зад граница
Младите танцьори разнасят славата на родиния фолклор и на град Попово далече зад границите на България. В историята на ансамбъла са вписани участия в международни фолколорни фестивали в Япония, Великобритания, Испания, Португалия, Италия, Унгария, Чехия, Словакия, Румъния, Гърция, Сърбия, Северна Македония, Турция, Австрия, Куба, Кувейт, Йемен, Нидерландия, Грузия и др.Гастролира във всички континенти, но едно 45 дневно турне се в Англия и Испания остава едно от най-запомнящите се участия. Изнасят се по 3-4 концерта на ден, а английската публика не може да остане безразлична към „…чудесното и зрелищно танцуване, за добрата организация, за насладата, доставена на организатори и зрители на Втория международен фестивал в Милтън Кийнс“. Събрали славата от успехите на своя труд и чудесните впечатления от гостуването в Англия, което по желание на организаторите продължи вместо 8, 12 дни, танцьори и ръководители се връща в Попово за няколко дни, за да отпътуват за международния фестивал в Андалусия, Испания. Групата пропътува 5000 км., за да се озове в една красива и екзотична страна и да покаже буйните български танци на хората, живеещи в непосредствена близост до Атлантическия океан. Следващото голямо пътуване на ансамбъла е в Русия по случай 9-ти Май – Денят на победата, в Москва и гр. Химки, по покана на кметството.